# Giuseppe Basso (matematico)
Giuseppe Basso (Chivasso, 9 novembre 1842 – Torino, 28 luglio 1895) è stato un fisico e matematico italiano.

## Biografia
Nel 1862 si laureò in fisica a Torino, quindi iniziò ad insegnare all'Accademia Militare del capoluogo piemontese. Poi, dal 1866 fino alla morte, insegnò fisica e matematica all'Università della stessa città. Fu assistente del Professor Galileo Ferraris e socio dell'Accademia delle scienze di Torino dal 1877.
Basso insegnò anche come supplente di fisica sperimentale, proseguendo in via privata l'attività di insegnante.
Ha lasciato scritti una trentina di appunti sulla teoria della diffrazione della luce. Tra i suoi interessi specifici, la polarizzazione nei cristalli birifrangenti, riprendendo gli studi e i risultati di Augustin-Jean Fresnel e Étienne-Louis Malus. 
L'Accademia delle Scienze di Torino lo nominò socio per meriti scientifici.